# Alfred Stieglitz

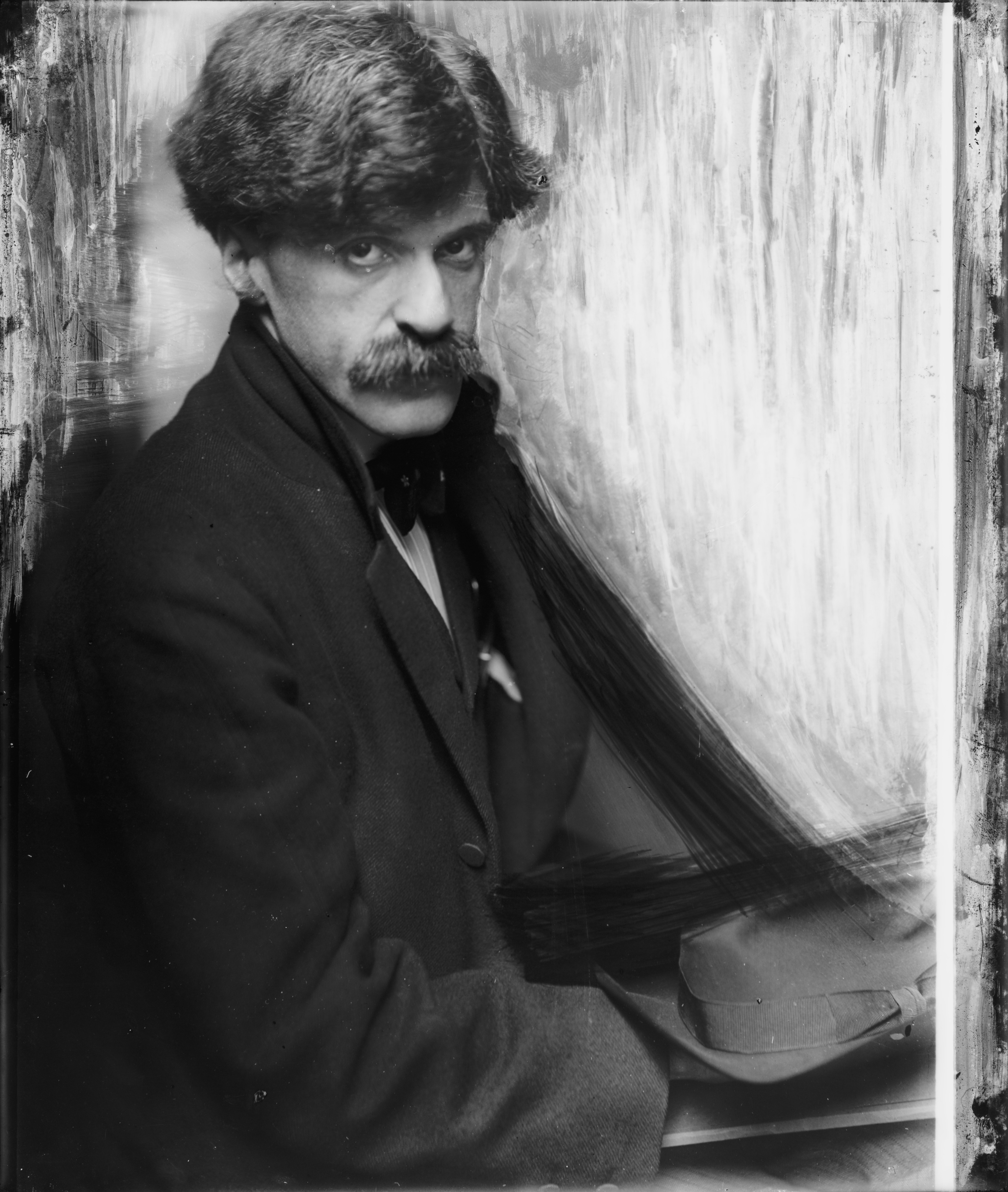
Gertrude Käsebier: Stieglitz in 1902

Alfred Stieglitz (Hoboken (New Jersey), 1 januari 1864 – New York, 13 juli 1946) was een Amerikaans fotograaf en promotor van de moderne kunst. Naast het fotograferen is Stieglitz ook bekend door de kunstgalerieën die hij in het begin van de 20e eeuw in New York dreef. In deze galerieën introduceerde hij veel Europese avant-garde kunstenaars in Amerika. Hij gaf een tijdschrift uit, Camera Work, waarin hij foto's van vooraanstaande fotografen publiceerde. Hij trouwde in 1924 met Georgia O'Keeffe (kunstschilder).

## Fotograaf

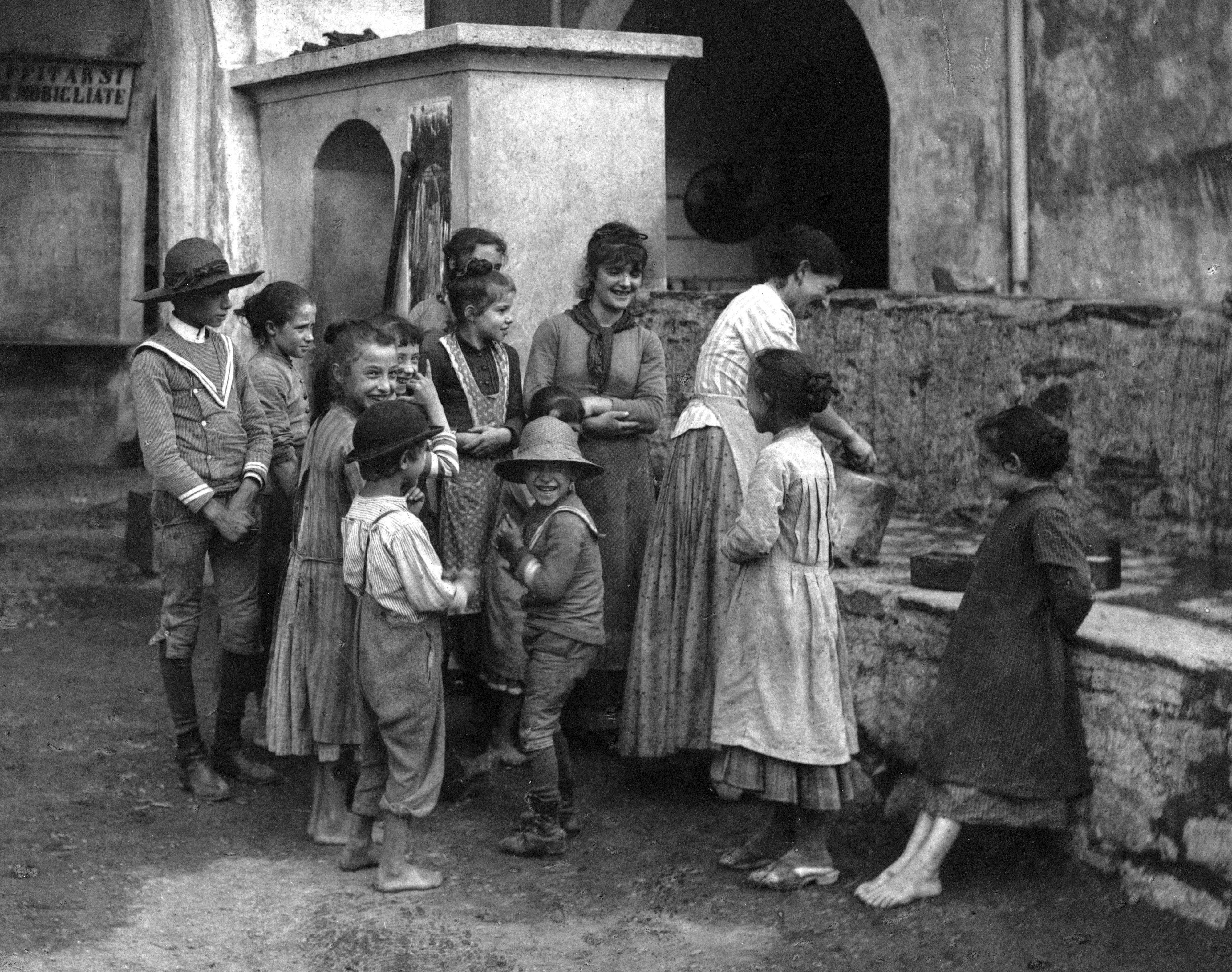
Met The Last Joke, Bellagio, of ook Een goede grap won Stieglitz de eerste prijs van de "Amateur Photographer's Photographic Holiday Work Competition" gepubliceerd in de 25 November 1887 editie

Gedurende zijn lange carrière produceerde Stieglitz meer dan 2500 afgedrukte foto's. Zijn favoriete techniek was de fotogravure (of heliogravure). Hij prepareerde zelf zijn fotoplaten en bracht edities uit die hij nummerde en signeerde. Zijn opleiding kreeg hij in Berlijn aan de Technische Hogeschool bij Hermann Wilhelm Vogel. Hij reisde door Europa, bezocht met name Oostenrijk en Zwitserland en deed later in New York aan straatfotografie. Zijn werk kan onderverdeeld worden in drie verschillende fases; van naturalisme via picturalisme naar modernisme. Met de fotografen van het picturalisme zocht hij naar erkenning van de fotografie als autonome kunstvorm naast schilder- en beeldhouwkunst.
Na zijn dood stelde zijn vrouw, Georgia O’Keeffe, een serie van zijn beste en meest complete foto's samen. In de meeste gevallen waren dit foto's die zij zelf als 'de beste' beschouwde van wat hij had gemaakt. In sommige gevallen gebruikte ze verschillende versies van dezelfde foto. Deze series zijn van onschatbare waarde omdat ze een beeld geven van Stieglitz' inzichten in esthetische composities. Ze koos alleen de door Stieglitz zelf afgedrukte foto's, aangezien hij een werk niet af vond als deze stap niet was doorlopen. In 1949 doneerde zij het eerste gedeelte, wat ze de key set noemde, van 1317 foto's aan de National Gallery of Art in Washington. In 1980 voegde zij nog eens 325 foto's aan deze set toe. Dit waren voornamelijk foto's van haar zelf, waaronder veel naaktwerken. Het totaal kwam hiermee op 1642 foto's. Het is hiermee de grootste en meest complete verzameling van Stieglitz' werk, waar dan ook op de wereld. In 2002 publiceerde de National Gallery een catalogus van 1012 pagina's in twee banden die met gedetailleerde beschrijvingen van iedere foto een complete reproductie is van alle foto's in de schenkingen.

## Galeriehouder / uitgever

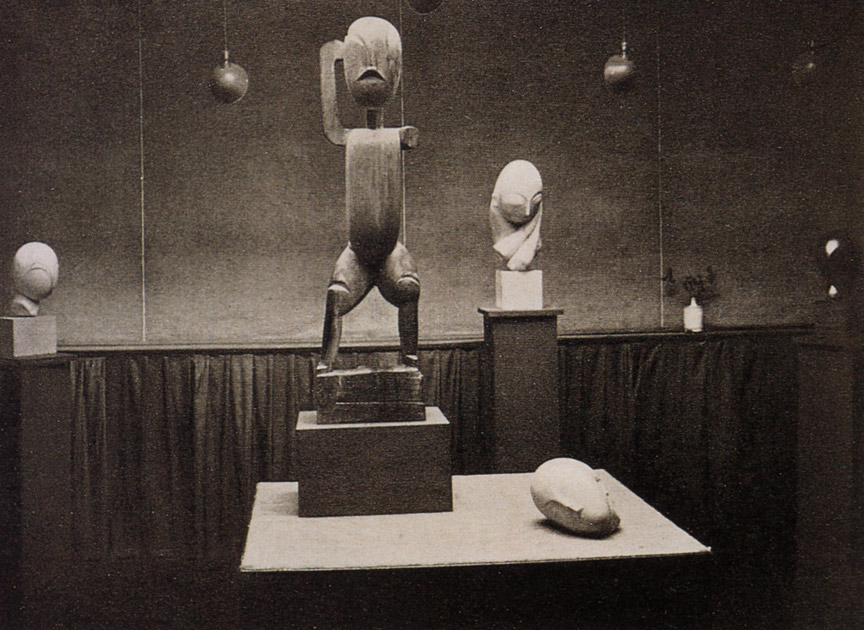
Brâncuși in Gallery 291 (uit: Camera Work, 1916)

Gallery 291 of kortweg 291 werd door Stieglitz en Edward Steichen geopend in 1905 als Little Galleries of the Photo-Secession. Zij bevond zich op Fifth Avenue in New York en toonde naast Afrikaanse kunst en fotografie vooral de avantgarde van de moderne kunst uit Europa en Amerika. De galerie kwam voort uit Stieglitz' bemoeienis met de Photo-Secession, een vereniging van eigentijdse fotografen die hij al een paar jaar eerder had opgericht, met ook een eigen tentoonstellingsruimte. In Gallery 291 was werk te zien van kunstenaars als Constantin Brâncuși, Georges Braque, Paul Cézanne, Marsden Hartley, Henri Matisse, Auguste Rodin en Georgia O’Keeffe. 
Hij was de uitgever van Camera Notes (1897-1903) en Camera Work (1903-1917). Camera Work was een driemaandelijks tijdschrift op hoogglanspapier waarin werk van fotografen naast kunstkritieken en reproducties van het werk van eigentijdse beeldend kunstenaars werden gepubliceerd. In 1917 werden zowel de galerie als het tijdschrift stopgezet. Latere galeries die hij beheerde waren Intimate Gallery (1925–1929) en An American Place (1929–1946). 

## Afbeeldingen

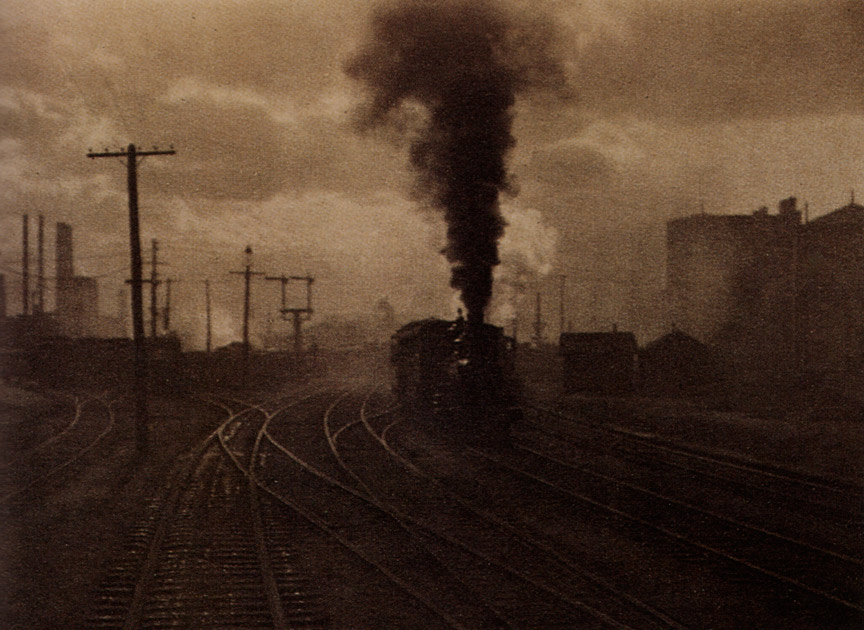
The Hand of Man, 1903
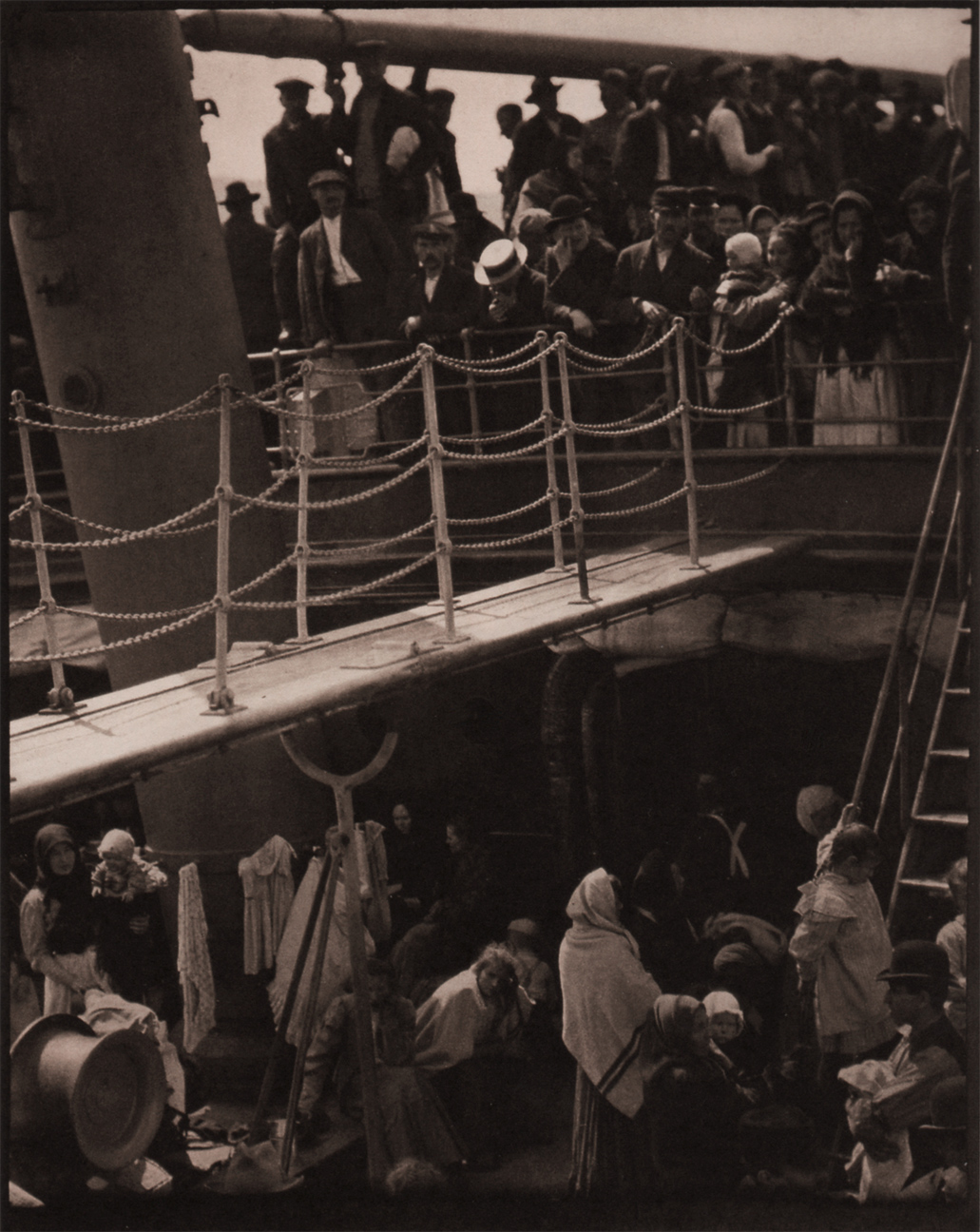
The Steerage, publ. 1915
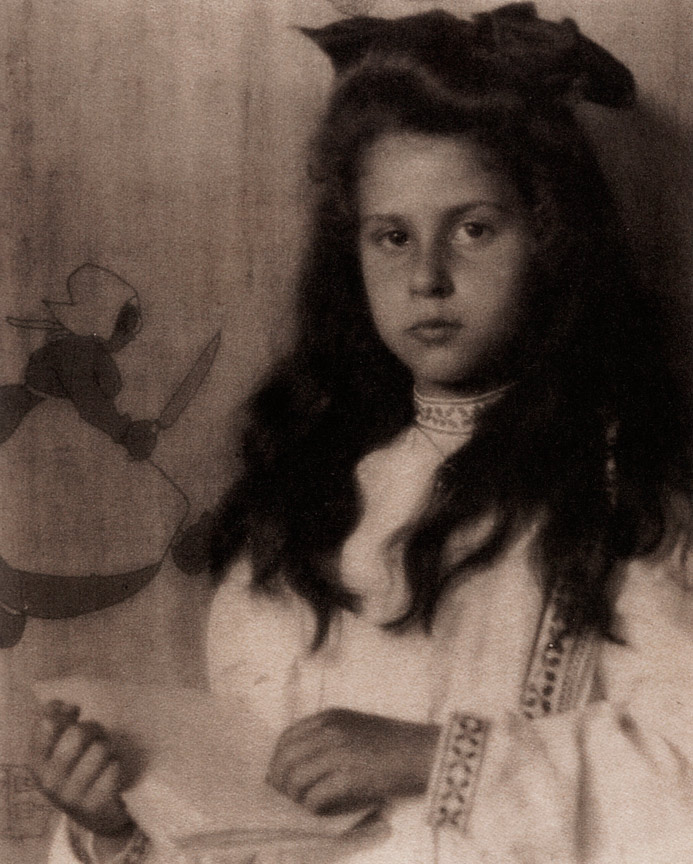
Katherine, 1905
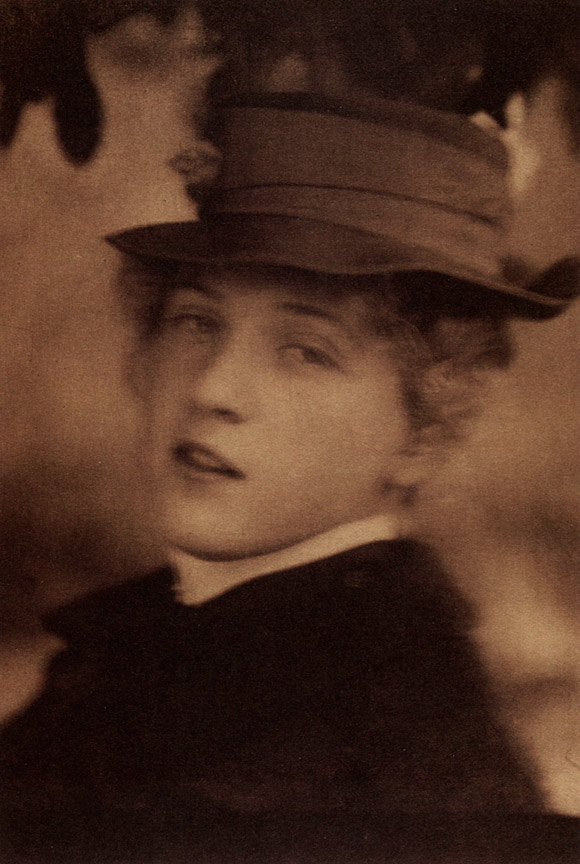
Miss S.R., 1905
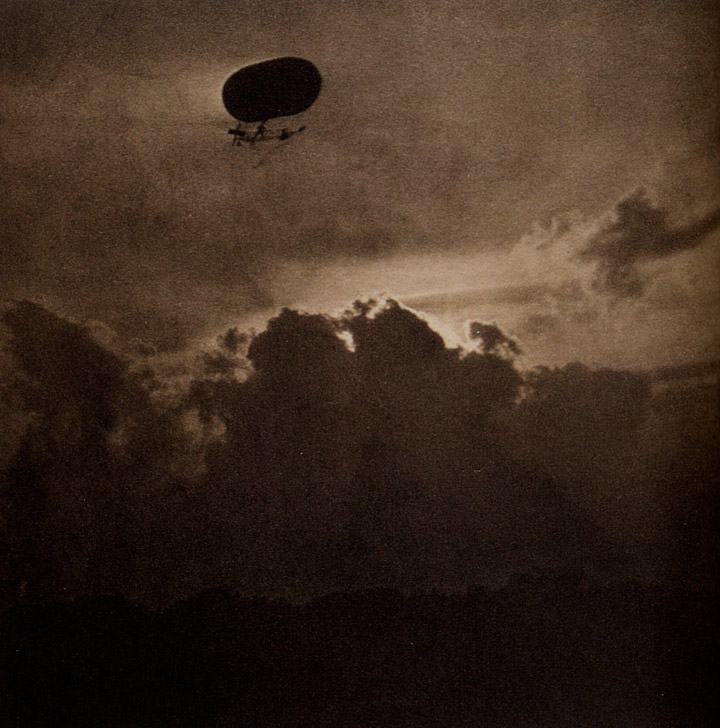
Dirigible, 1910
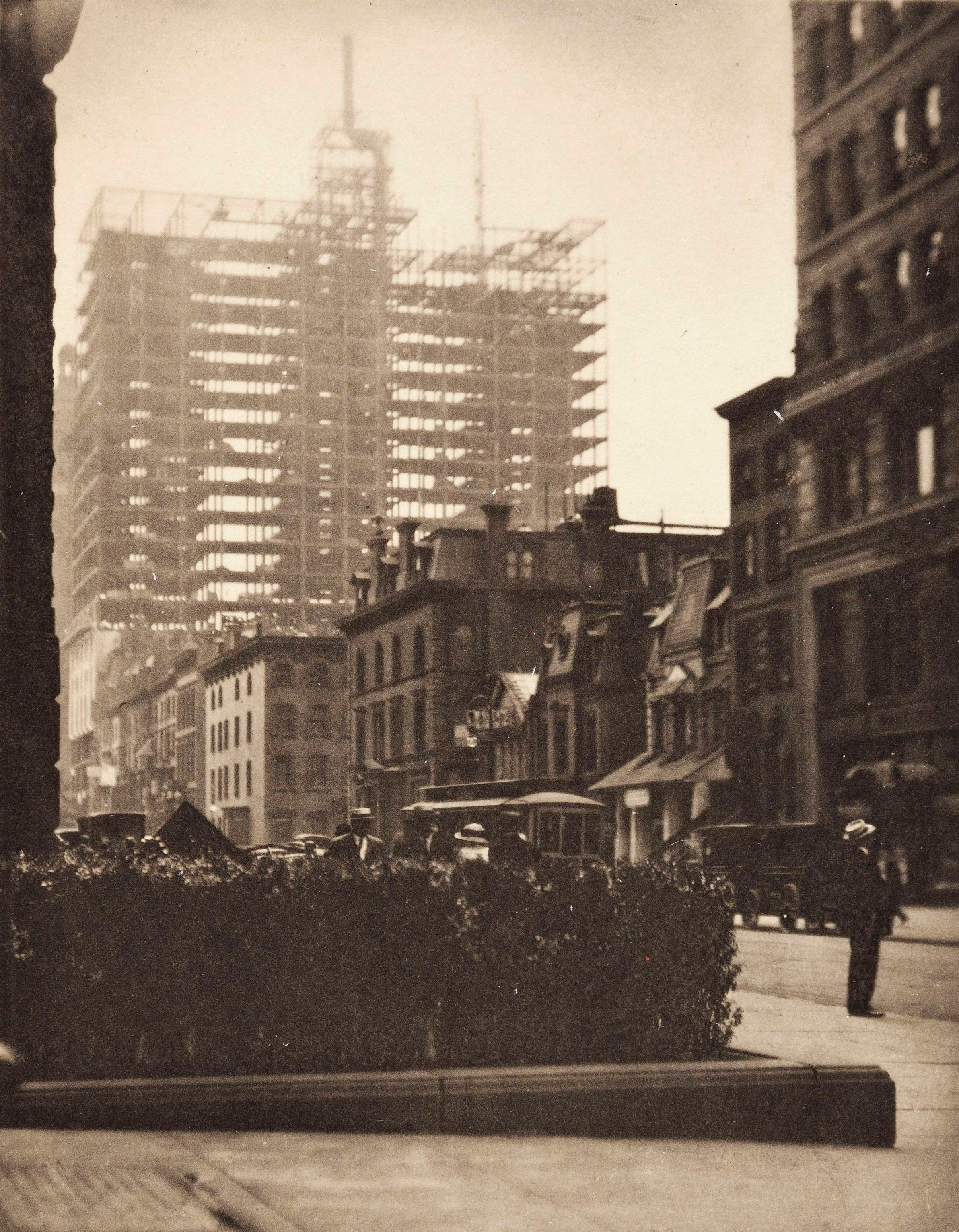
Old and New New York, 1910
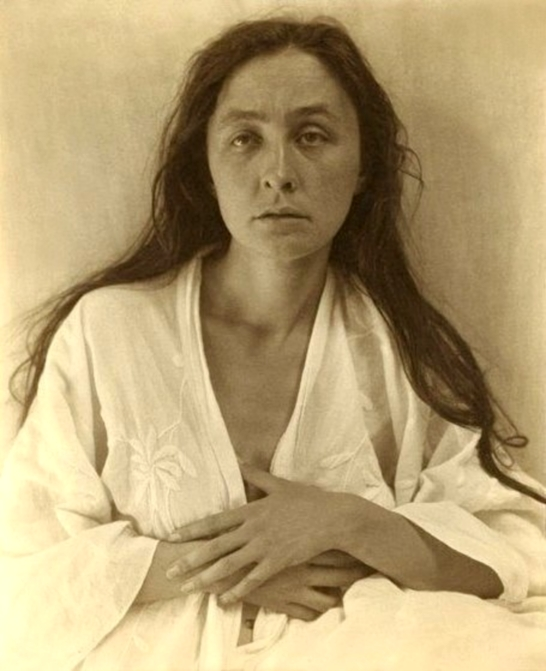
Georgia O'Keeffe, 1918
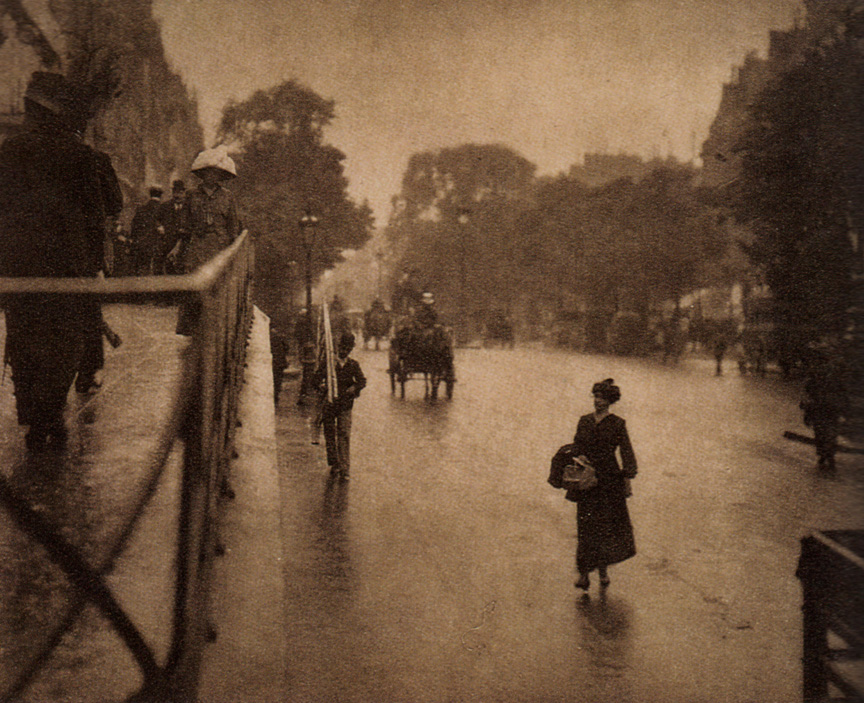
A Snapshot: Paris, 1911 (1/2)
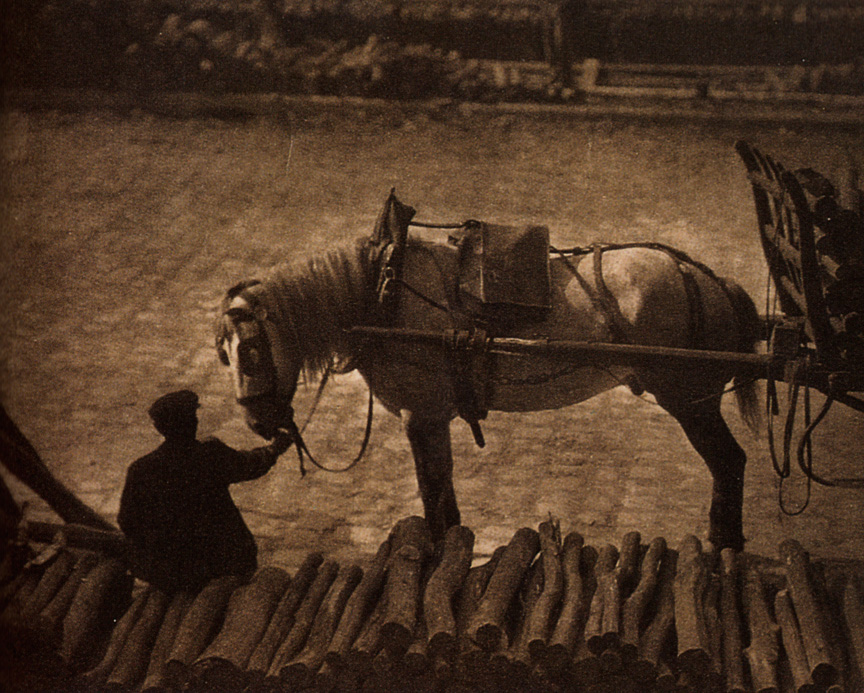
A Snapshot: Paris, 1911 (2/2)

## Werk in openbare collecties (selectie)
- National Gallery of Art, Washington
- Rijksmuseum Amsterdam[1]
- Victoria and Albert Museum, Londen

## Tentoonstellingen (selectie)
- 2011 - Stieglitz, Steichen, Strand, Metropolitan Museum of Art, New York
- 2012 - New York Photography. Von Stieglitz bis Man Ray, Bucerius Kunst Forum, Hamburg

## Publicaties
- Camera Notes, tijdschrift (1897-1903)
- Camera Work, tijdschrift (1903-1917)

- Bibsys: 90393859
- Biblioteca Nacional de España: XX1014720
- Bibliothèque nationale de France: cb119255674 (data)
- CiNii: DA04621134
- Gemeinsame Normdatei: 118798847
- International Standard Name Identifier: 0000 0001 2131 8489
- Library of Congress Control Number: n79108359
- Nationale Bibliotheek van Letland: 000036956
- Bibliotheek van het Japanse parlement: 00457739
- National Gallery of Victoria: 2282
- Nationale Bibliotheek van Tsjechië: jn20000701715
- Nationale bibliotheek van Australië: 35525283
- Nationale Bibliotheek van Israël: 987007268567305171
- Nationale Bibliotheek van Polen: a0000001830389
- Nationale en Universitaire bibliotheek Zagreb: 000457120
- Nederlandse Thesaurus van Auteursnamen: 069564698
- PIC: 1762
- Réseau des bibliothèques de Suisse occidentale: 02-A003865130
- RKD-Nederlands Instituut voor Kunstgeschiedenis: 96775
- LIBRIS: 237799
- SNAC: w6tt4p3p
- Système universitaire de documentation: 027149285
- Trove: 984410
- Union List of Artist Names: 500024301
- Virtual International Authority File: 49231990
- WorldCat: E39PBJxGXYjwWxmhwVPxX8hJXd